# Golyam Perelik
Golyam Perelik (tiếng Bulgaria: Голям Перелик) là ngọn núi cao nhất trong dãy núi Rhodope, nằm cách 19 km từ phía tây Smolyan. Nó làm cho dãy Rhodopes trở thành dãy núi cao thứ 7 ở Bulgaria sau Rila, Pirin, Stara Planina, Vitosha, Osogovo và Slavyanka.